# Ek Duuje Ke Liye
Ek Duuje Ke Liye (Hindi एक दूजे के लिये, „Füreinander“) ist ein Hindi-Film von K. Balachander aus dem Jahr 1981.

## Handlung
Die Geschichte beschreibt die Liebe zwischen dem Tamilen Vasu und einer nordindischen Frau namens Sapna, die Nachbarn sind. Beide kommen aus total verschiedenen Familienverhältnissen und sprechen kaum die Sprache des anderen. Noch dazu können sich ihre Eltern überhaupt nicht leiden.
Als Vasu und Sapna ihren Eltern ihre Liebe zueinander beichten, herrscht Chaos in beiden Familienhäusern und es wird beidseitig abgelehnt. Deshalb führen die Eltern eine Masche ein, um die Geliebten erfolgreich zu trennen: Vasu und Sapna werden für ein Jahr getrennt und dürfen in dieser Zeit keinerlei Kontakt aufnehmen. Falls sie sich nach dieser Zeit immer noch lieben, steht ihrer Heirat nichts mehr im Wege. Vasu und Sapna stimmen dieser Bedingung zu und gehen vorerst getrennte Wege. Anfänglich leiden beide unter der Trennung.
Vasu zieht nach Hyderabad. Jedenfalls trifft Vasu auf Sandhya, eine Witwe, und lässt sich von ihr Hindi, die Muttersprache von Sapna, beibringen. Währenddessen kommt Chakram nach Goa und hält um Sapnas Hand an, doch Sapna lehnt seinen Antrag ab. Es kommt zu Missverständnissen, da Vasu glaubt Sapna möchte Chakram heiraten. Übereilt entscheidet er sich Sandhya zur Frau zu nehmen. Sandhya kommt hinter Vasus wahren Liebe und klärt die Missverständnisse zwischen den beiden.
Vasu kehrt nach Goa zurück und beeindruckt Sapnas Eltern mit seinen Hindikenntnissen. Als Vasu dann endlich Sapna treffen will, wird er von einem Attentäter überrascht, der von Sandhyas Bruder Danny angeheuert wurde. Währenddessen wird Sapna in einem Tempel vergewaltigt. Schließlich endet die Geschichte, indem beide Selbstmord begehen. Sie springen von den Felsen. 

## Auszeichnungen
National Film Award (1982)
- National Film Award/Bester Playbacksänger an S. P. Balasubrahmanyam

Filmfare Award 1982
- Filmfare Award/Bester Schnitt an N. R. Kittoo
- Filmfare Award/Bester Liedtext an Anand Bakshi für das Lied  Tere Mere Beech Mein
- Filmfare Award/Bestes Drehbuch an K. Balachander

Nominierungen
- Filmfare Award/Bester Playbacksänger an S. P. Balasubrahmanyam für den Song  Tere Mere Beech Mein
- Filmfare Award/Bester Liedtext an Anand Bakshi für das Lied  Solah Baras Ki Bali Umariya
- Filmfare Award/Bester Film an L. V. Prasad
- Filmfare Award/Beste Regie an K. Balachander
- Filmfare Award/Bester Hauptdarsteller an Kamal Haasan
- Filmfare Award/Beste Hauptdarstellerin an Rati Agnihotri
- Filmfare Award/Beste Nebendarstellerin an Madhavi
- Filmfare Award/Bester Komiker an Asrani
- Filmfare Award/Beste Story an K. Balachander

## Musik
| Liedtitel                   | Sänger                                  |
| --------------------------- | --------------------------------------- |
| Tere Mere Beech Mein        | Lata Mangeshkar, S. P. Balasubrahmanyam |
| Hum Tum Dono Jab Mil Jayen  | Lata Mangeshkar, S. P. Balasubrahmanyam |
| Mere Jeevan Saathi          | S. P. Balasubrahmanyam, Anuradha        |
| Hum Bane Tum Bane           | Lata Mangeshkar, S. P. Balasubrahmanyam |
| Solah Baras Ki Bali Umariya | Lata Mangeshkar, Anup Jalota            |
| Tere Mere Beech Mein        | S. P. Balasubrahmanyam, Shamshad Begum  |
| I Love You Sapna            | Bhaskar Nandan Aparna                   |

## Hintergrund
Ek Duuje Ke Liye ist das Remake von Balachanders Telugu-Film Maro Charithra aus dem Jahr 1978, bei dem ebenfalls Kamal Haasan die Hauptrolle spielte.